# Olle Norberg (ishockeyspelare)
Olle Johan Norberg, född 9 augusti 2003 i Uppsala, är en svensk professionell ishockeyspelare som spelar för Västerås IK i Hockeyallsvenskan. Han gjorde seniordebut i moderklubben Almtuna IS i Hockeyallsvenskan under säsongen 2020/21. Den efterföljande säsongen inledde han med Linköping HC:s J20-lag och gjorde sedermera också SHL-debut för klubbens seniorlag. Han återvände dock som utlånad till Almtuna den andra halvan av säsongen och skrev inför 2022/23 ett nytt avtal med klubben. Sedan april 2024 tillhör han Västerås IK.

## Klubblagskarriär
Norberg påbörjade sin ishockeykarriär i Almtuna IS. Säsongen 2020/21 spelade han både med Almtunas J18- och J20-lag. Denna säsong gjorde han också seniordebut för klubben i Hockeyallsvenskan, där han spelade sin första match den 27 december 2020 mot Väsby IK Hockey. Totalt noterades han för fyra matcher i Hockeyallsvenskan denna säsong. Den 3 maj 2021 bekräftade Almtuna att man skrivit ett ettårsavtal med Norberg. Den 25 september samma år meddelade klubben dock att Norberg lämnat Almtuna för spel med Linköping HC:s J20-lag. I J20-laget spelade han 22 matcher innan det tillkännagavs den 27 december 2021 att Norberg lånats ut till Almtuna för spel i Hockeyallsvenskan. Totalt spelade han 20 matcher för klubben och noterades för två assistpoäng. Han kallades tillbaka till Linköping och gjorde SHL-debut, och sin enda match för seniorlaget, den 3 februari 2022 i en match mot Skellefteå AIK. Han avslutade säsongen med spel för Almtuna J20 som han var med att spela upp från J20 Region till J20 Nationell.
Den 13 april 2022 stod det klart att Norberg återvänt till Almtuna då han skrivit ett ettårsavtal med klubben. Den följande säsongen alternerade Norberg spel i Hockeyallsvenskan med spel för Almtunas J20-lag. Den 17 oktober 2022 bekräftades det också att han registrerats för spel med Wings HC Arlanda, där han på totalt åtta matcher stod för tre assistpoäng. Från januari 2023 fick Norberg mer speltid i med Almtunas seniorlag och noterades för sitt första mål i Hockeyallsvenskan den 27 januari 2023, på Lars Volden, i en 4–3-förlust mot BIK Karlskoga. På totalt 31 grundseriematcher stod han för åtta poäng, varav två mål.
Den 27 juni 2023 bekräftades det att Norberg förlängt sitt avtal med Almtuna med ytterligare en säsong. Norberg spelade 46 matcher i grundserien och gjorde sin målmässigt bästa säsong med tre gjorda mål och totalt sju poäng. I Hockeyallsvenskans slutspel slogs laget omgående ut av Nybro Vikings IF med 2–0 i åttondelsfinal. Efter säsongens slut bekräftades det den 3 april 2024 att Norberg lämnat Almtuna då han skrivit ett tvåårsavtal med seriekonkurrenten Västerås IK. Han spelade samtliga grundseriematcher för Västerås under säsongen 2024/25 och noterades för ett mål och fyra assistpoäng. I slutspelet slogs laget ut omgående av åttondelsfinal av Mora IK med 2–0 i matcher.

## Statistik
| 2020–21                  | Almtuna IS               | HA                       | 4   | 0 | 0  | 0  | 0  | — | — | — | — | — |
| 2021–22                  | Linköping HC             | SHL                      | 1   | 0 | 0  | 0  | 0  | — | — | — | — | — |
| 2021–22                  | Almtuna IS               | HA                       | 20  | 0 | 2  | 2  | 0  | — | — | — | — | — |
| 2022–23                  | Almtuna IS               | HA                       | 31  | 2 | 6  | 8  | 6  | — | — | — | — | — |
| 2022–23                  | Wings HC Arlanda         | Div. 1                   | 8   | 0 | 3  | 3  | 2  | — | — | — | — | — |
| 2023–24                  | Almtuna IS               | HA                       | 46  | 3 | 4  | 7  | 8  | 2 | 0 | 1 | 1 | 2 |
| 2024–25                  | Västerås IK              | HA                       | 52  | 1 | 4  | 5  | 12 | 2 | 0 | 0 | 0 | 0 |
| Hockeyallsvenskan totalt | Hockeyallsvenskan totalt | Hockeyallsvenskan totalt | 153 | 6 | 16 | 22 | 26 | 4 | 0 | 1 | 1 | 2 |